# سیتوستازی
به ایجاد مانع برای رشد سلول‌ها و تولید مثل آنها، سیتوستاز یا سیتواستازیس یا سلول‌ایستایی (انگلیسی: Cytostasis) می‌گویند. سلول‌ایستا به آن جزء از یک دارو می‌گویند که مانع رشد سلول می‌شود.
سلول‌ایستایی پیش‌نیاز مهمی برای کارکرد درست سازواره‌های چندسلولی ساختارمند است. بدون تنظیم رشد و تقسیم سلول‌ها تنها وجود انبوهه‌های بی‌فایده‌ای از سلول‌ها ممکن می‌شد.
شیمی‌درمانی سرطان، درمان بیماری‌های پوستی و درمان عفونت‌ها موارد معمولی هستند که در آن‌ها از داروهای سلول‌ایستا استفاده می‌شود. 